# Naturpark Aukrug

Logo

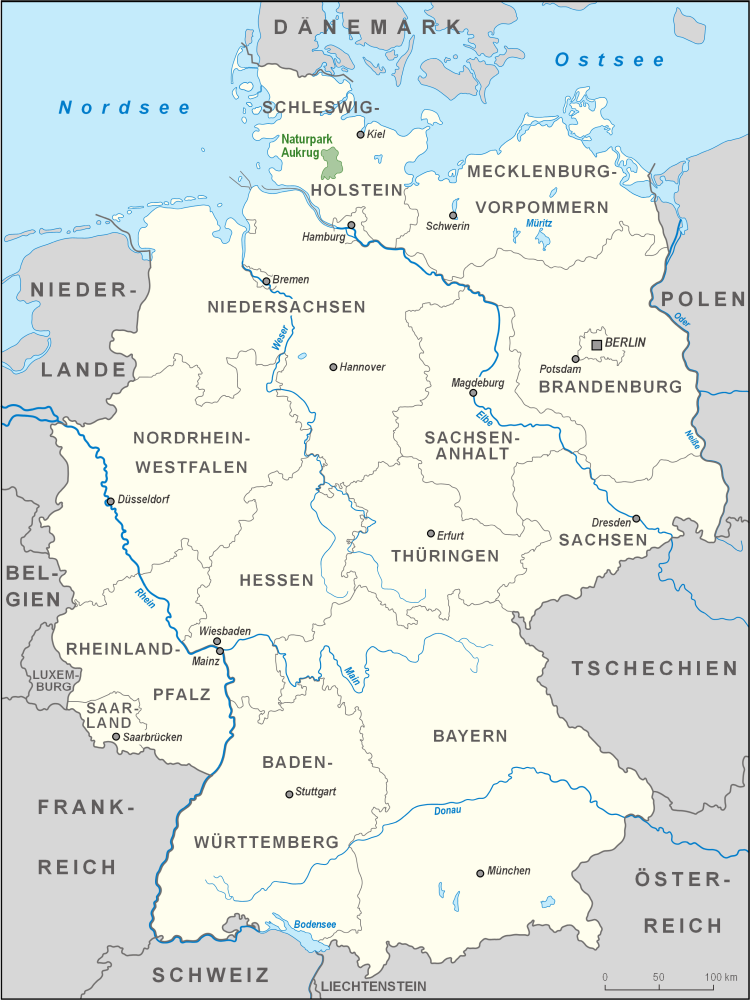
Lage des Naturparkes in Deutschland

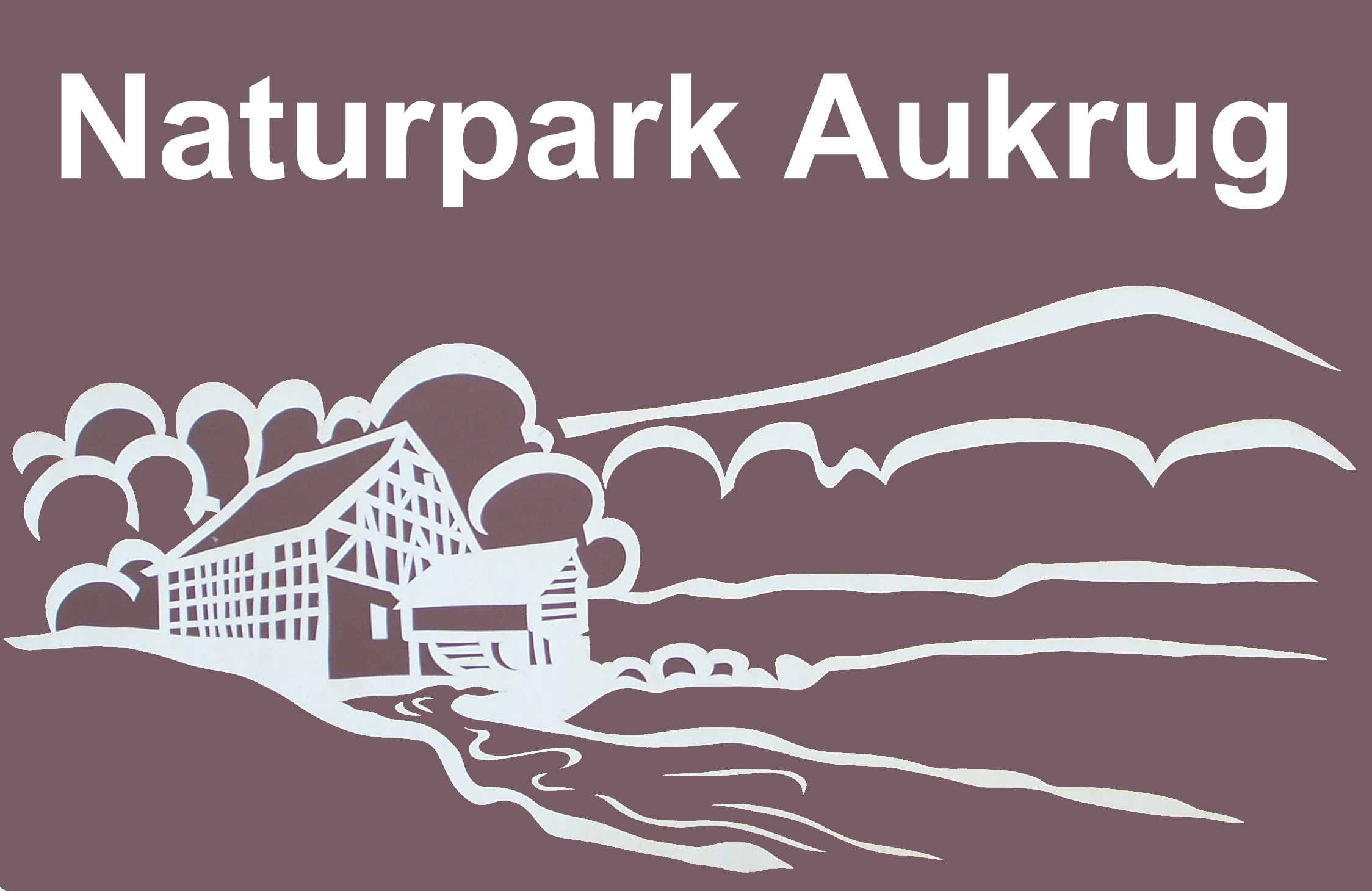
Unterrichtungstafel an der A7

Der Naturpark Aukrug ist ein 380 Quadratkilometer großer Naturpark im Zentrum des Bundeslandes Schleswig-Holstein im Landesteil Holstein (Kreise Rendsburg-Eckernförde und Steinburg). Träger waren von der Gründung bis 2013 eine von beiden Kreisen gebildete Gesellschaft, die 2014 die Trägerschaft an den Verein Naturpark Aukrug übertrug.

## Geografische Lage
Der Naturpark liegt bei Neumünster nur wenige Kilometer westlich von der Autobahn A 7. Im Bereich des Naturparks treten zwei Landschaftstypen auf: Die flache und rein lehmige Grundmoränenlandschaft und die wesentlich stärker gegliederte Stauchendmoränenlandschaft, die bis zu ca. 80 m ü. NN erreicht.   

### Gemeinden
Der Naturpark umfasst die Gemeindegebiete bzw. -teile folgender 42 Städte und Gemeinden:
Hamweddel, Embühren (Teilbereich), Brinjahe, Stafstedt, Luhnstedt, Jevenstedt (Teilbereich), Brammer, Bargstedt, Oldenhütten, Nienborstel, Remmels, Nindorf, Heinkenborstel, Tappendorf, Rade b. Hohenwestedt, Mörel, Gnutz (Teilbereich), Hohenwestedt (Teilbereich), Aukrug, Grauel, Meezen, Ehndorf (Teilbereich), Arpsdorf (Teilbereich), Nortorf (Teilbereich) im Kreis Rendsburg-Eckernförde und 
Silzen, Poyenberg, Hennstedt, Wiedenborstel, Sarlhusen, Peissen (Teilbereich), Hohenlockstedt (Teilbereich), Lockstedt, Oeschebüttel, Rade, Fitzbek, Willenscharen, Rosdorf, Störkathen, Mühlenbarbek (Teilbereich), Kellinghusen (Teilbereich), Schlotfeld (Teilbereich), Winseldorf (Teilbereich) im Kreis Steinburg.

### Landschaftsbild
Die Landschaft ist von Moränen, Wald, Heide und einer Vielzahl von Teichen geprägt. Die bedeutsamsten Fließgewässer im Naturpark sind im Süden die Stör mit Nebenflüssen Kirchweddelbach, Bullenbach, Wegebek im mittleren Teil die kleinere Bünzau mit ihren Zuläufen Buckener Au, Fuhlenau, Höllenau, Kapellenbach, Tönsbek, Sellbek und Glasbek sowie im nördlichen Teil die Brammer Au.

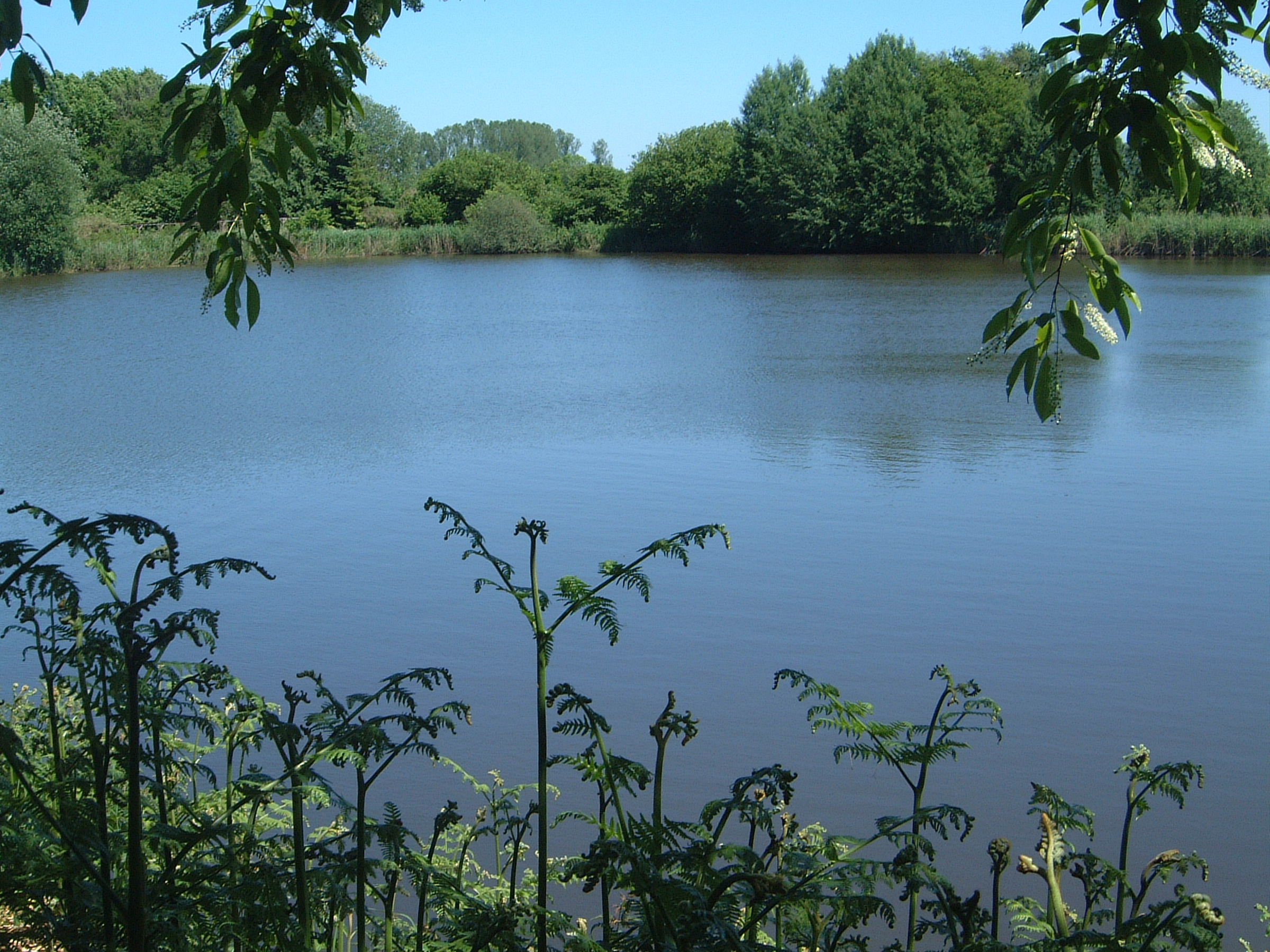
Teich in Aukrug-Innien
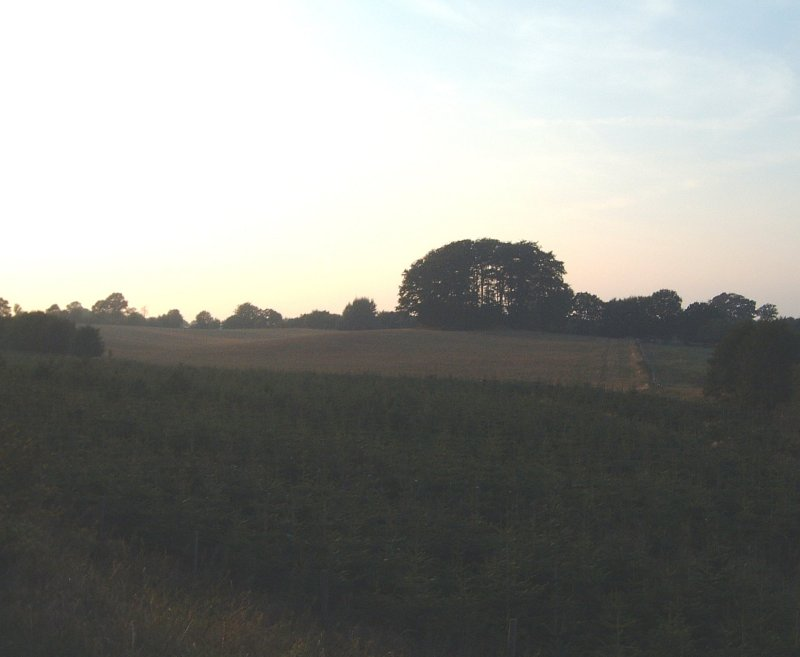
Landschaft beim Hünengrab „Kluesbarg“ in Aukrug-Homfeld
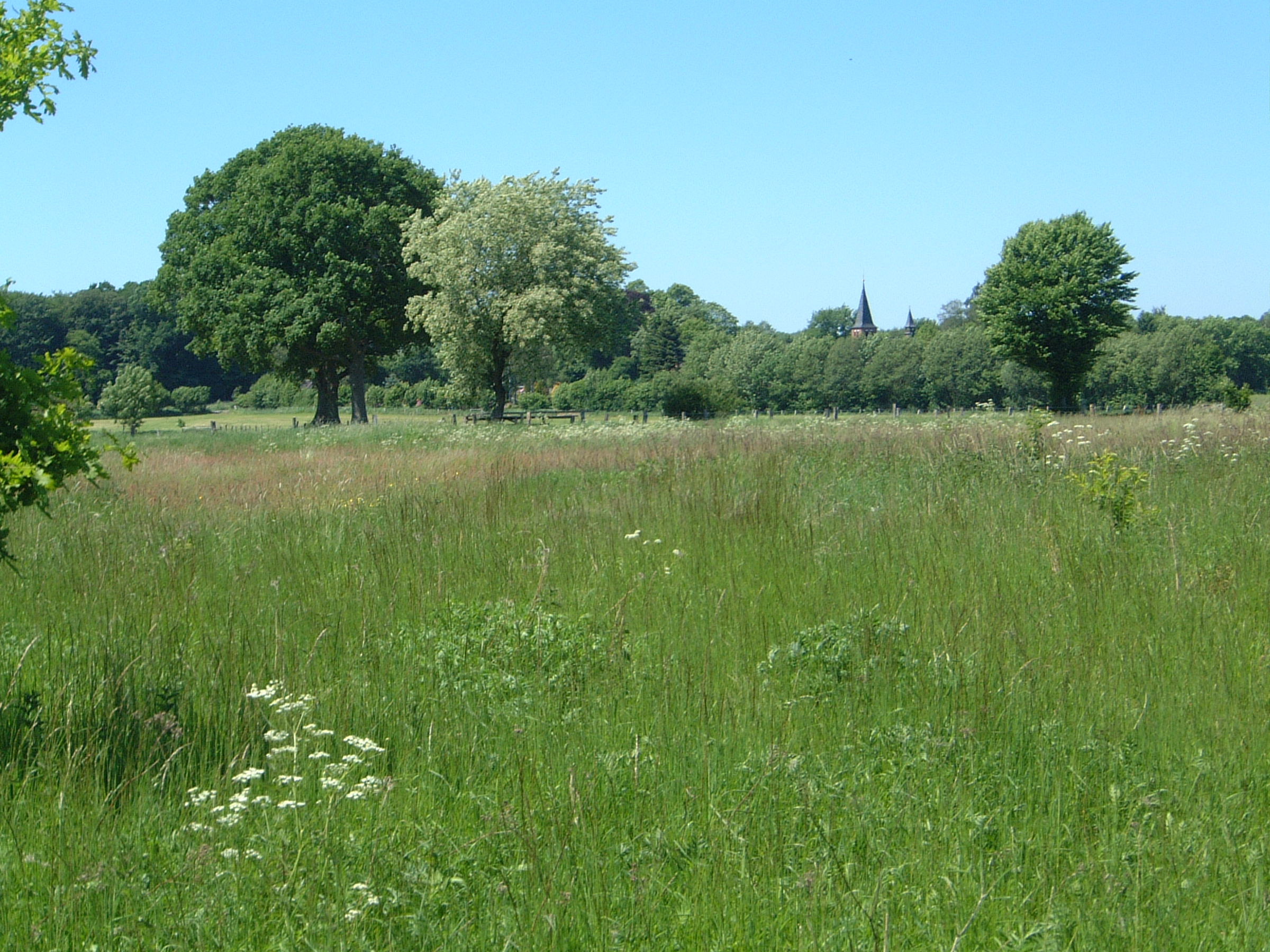
Blick vom Rande des Bünzau-Tals nach Innien
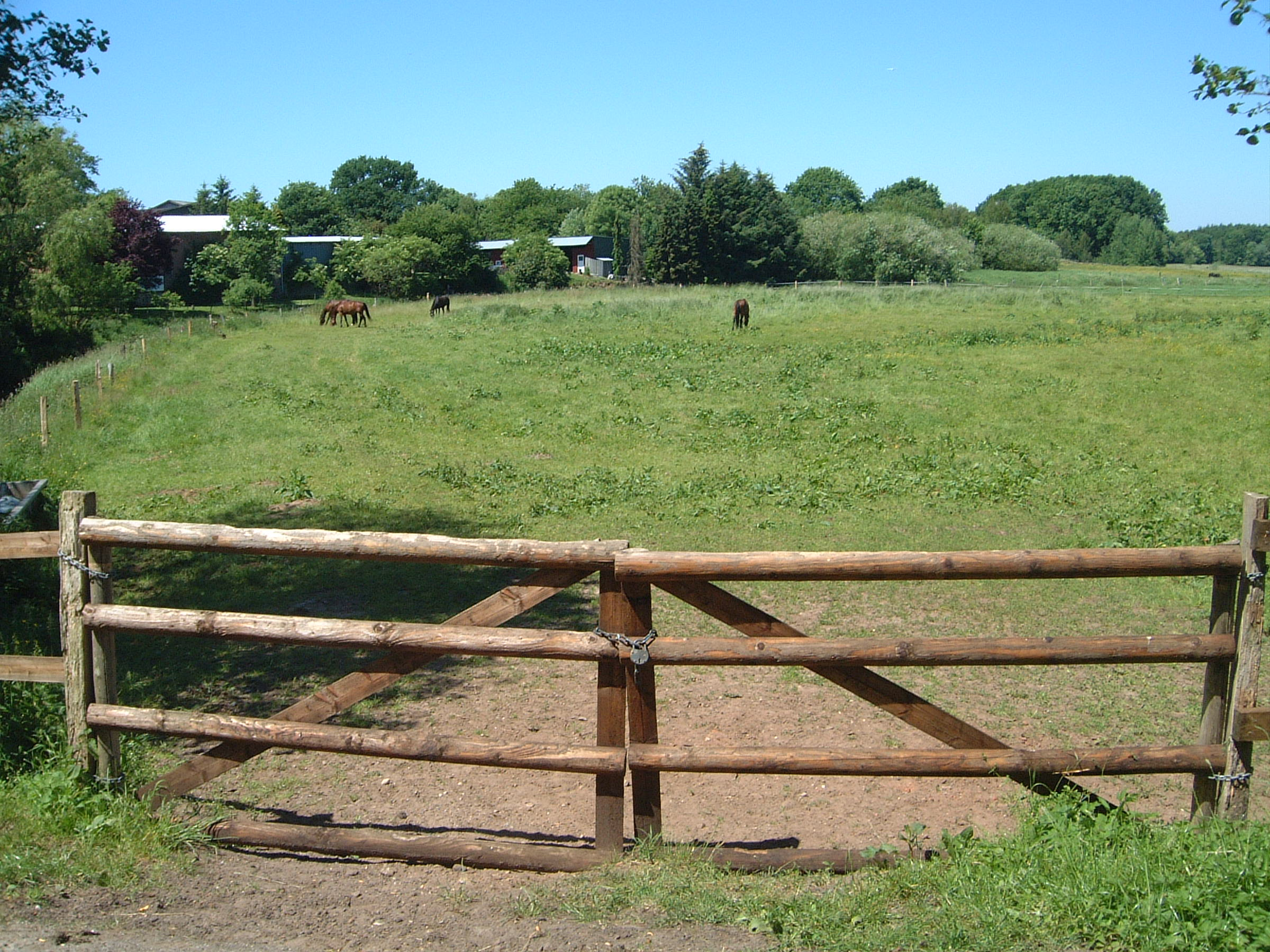
Tal der Bünzau in Bünzen

## Naturschutz
Die naturnahen Wälder mit den für den Naturpark typischen Quellen, Fließgewässern und Teichen bieten Lebensräume für viele bedrohte Tier- und Pflanzenarten. Im Aukrug beheimatet sind u. a. der Schwarzstorch, der Uhu, viele Arten von Fledermäusen, der Rotmilan, die Knoblauchkröte und der Bergmolch. Für Schleswig-Holstein einzigartig sind auch die wildgewachsenen Arnikawiesen.
Zur Pflege einiger Flächen werden seit 2002 Heckrinder gehalten.
Im Jahr 2001 wurde unter Mithilfe der Schrobach-Stiftung der Naturschutzring Aukrug e. V. gegründet. Durch diesen Zusammenschluss verschiedener Naturschutzvereine sollen die unterschiedlichen Interessen der Landnutzer in der Region zusammenführt werden und eine effektive Naturschutzarbeit erreicht werden. Dieses Vorgehen ist inzwischen als Aukruger Weg überregional bekannt geworden. Im ersten Jahr seines Bestehens konnte der Naturschutzring bereits mehrere Projekte durchführen bzw. vorbereiten, darunter die Wiedervernässung des Viertshöher Moores.

## Landschaftliche Sehenswürdigkeiten
- der Lehrpfad durch das Naturschutzgebiet Störkathener Heide
- das Peissener Loch als geologische Besonderheit
- der Erholungswald am Boxberg
- der Bodenlehrpfad im Bredenhoper Gehölz bei Mörel
- das Naturschutzgebiet Tönsheider Wald
- der Rundwanderweg durchs Viertshöher Moor in Aukrug-Böken

## Tourismus
Die Region ist touristisch gut erschlossen und verfügt über ein umfangreiches Netz an Reit-, Rad- und Wanderwegen. Durch den Naturpark geht im südlichen Teil die Käsestraße. Für Wanderer verbindet der Naturparkweg fünf Naturparke in Schleswig-Holstein.
An der A 7 weist eine Unterrichtungstafel über Landschaften und Sehenswürdigkeiten entlang der Autobahnen auf den Naturpark hin.

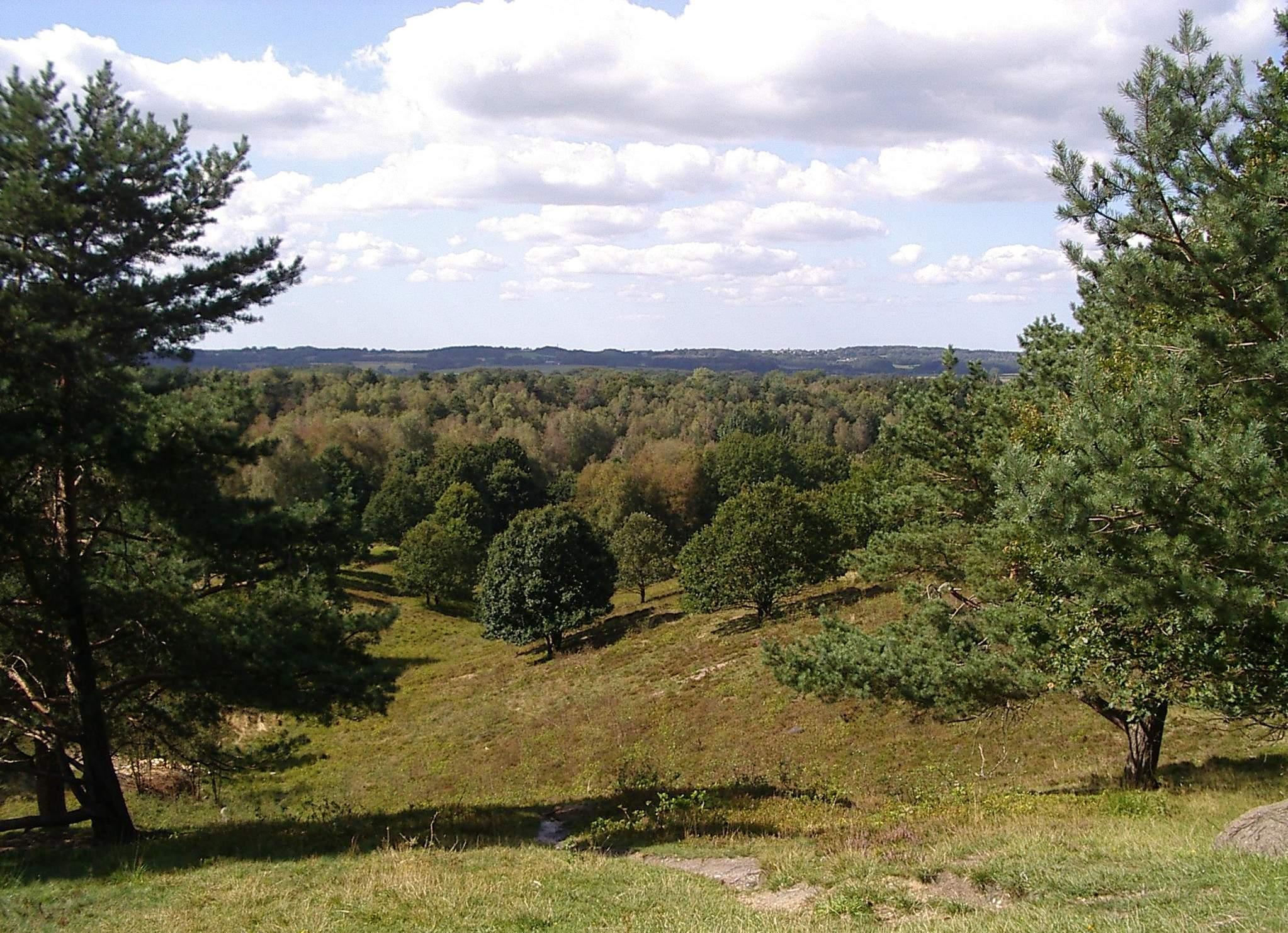
Blick vom Boxberg bei Aukrug-Homfeld
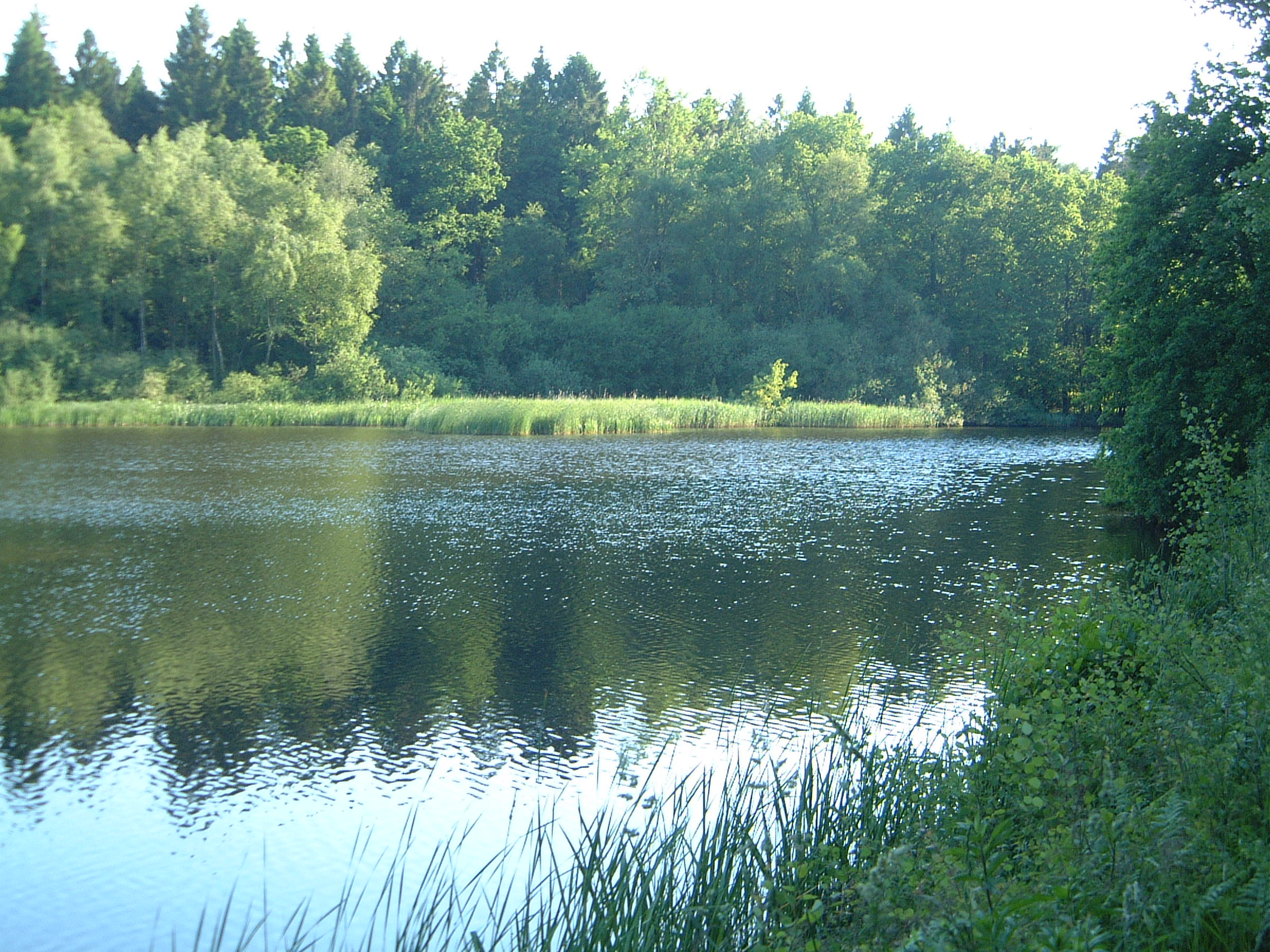
Teiche bei Waldhütten in der Nähe von Meezen
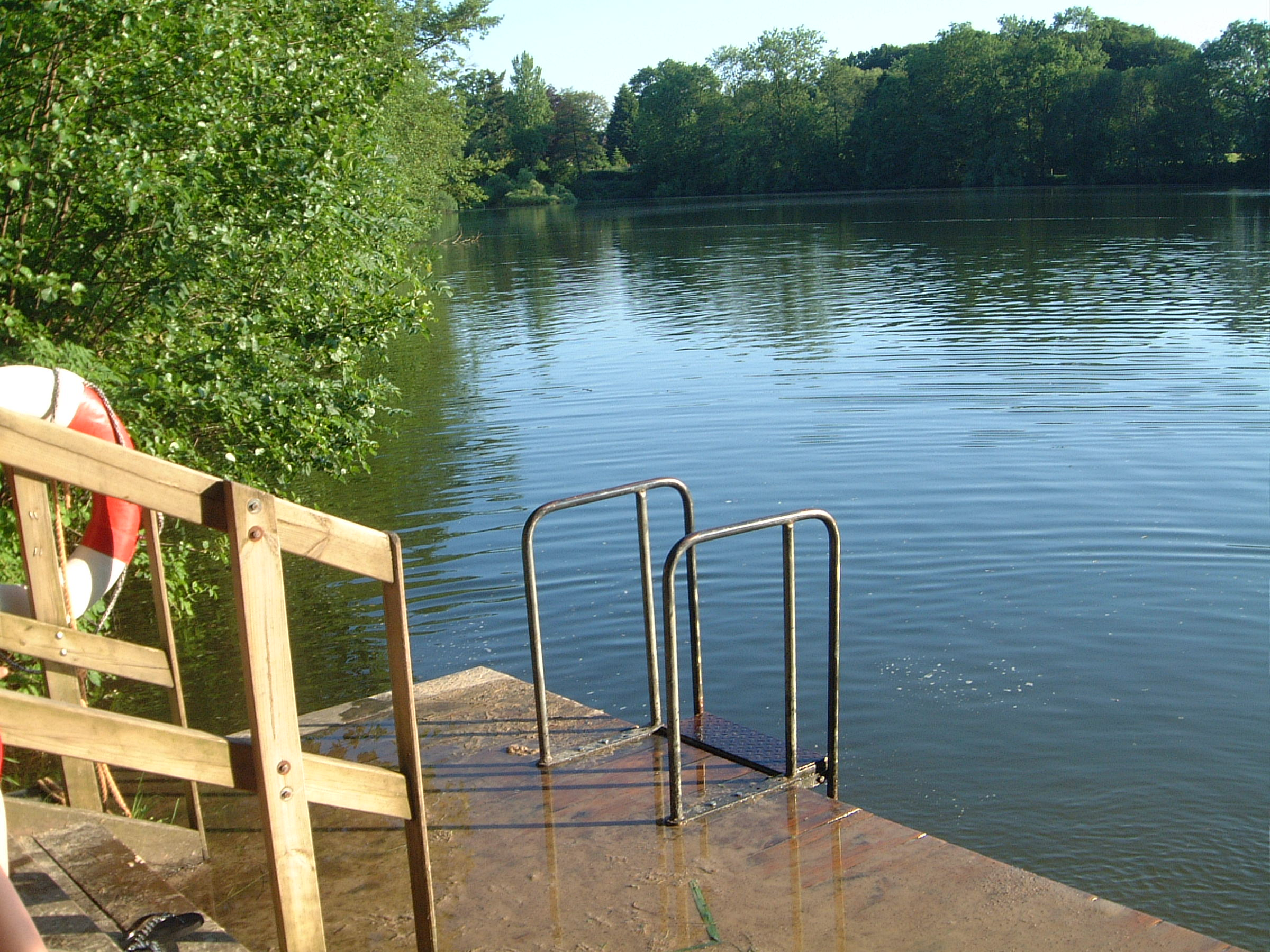
Badestelle Seelust in Hennstedt
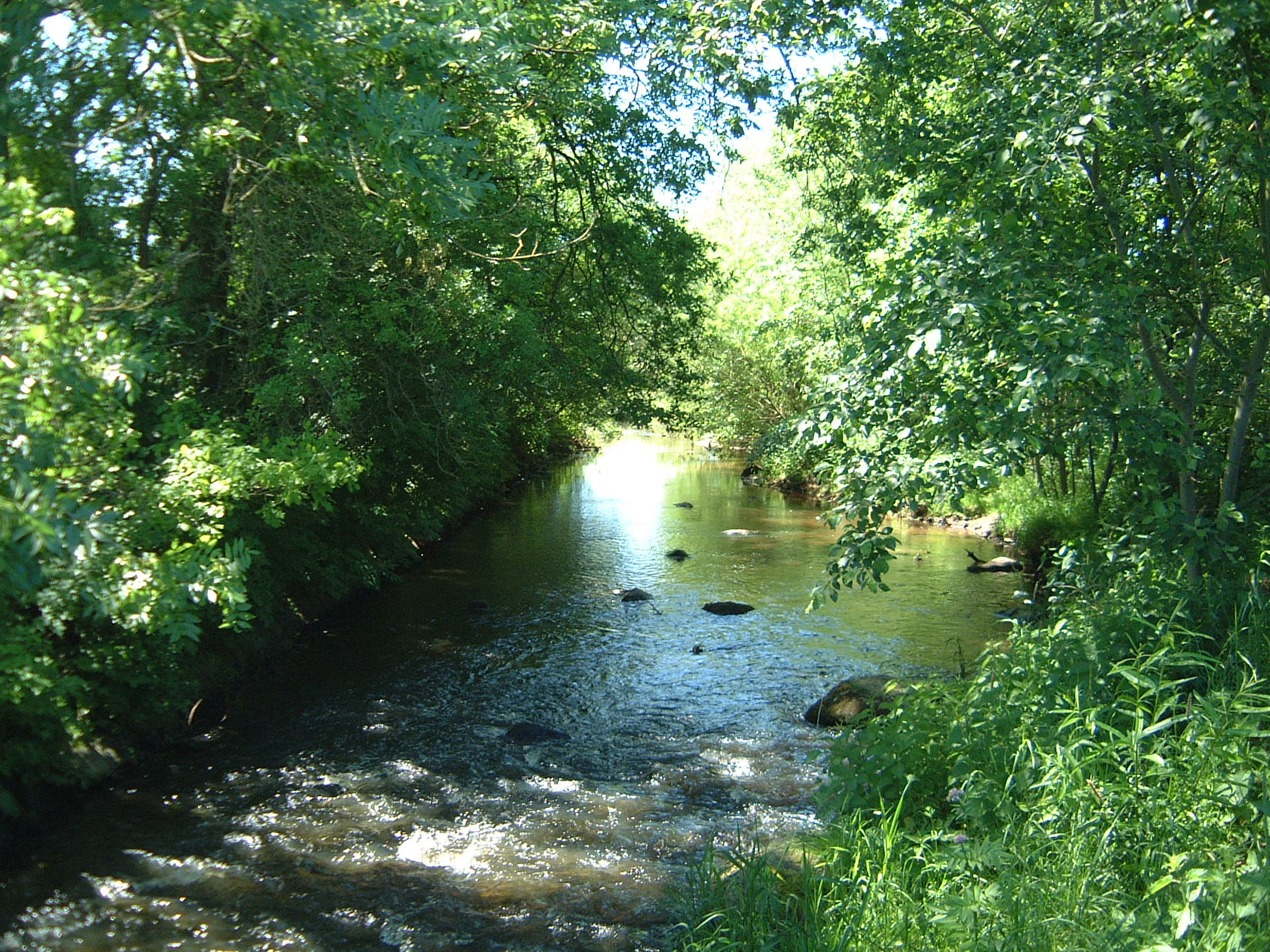
Höllenau hinter der Brücke in Aukrug-Böken